# Eulocastra platyzona
Eulocastra platyzona là một loài bướm đêm trong họ Noctuidae.